# Матсьєндранатх

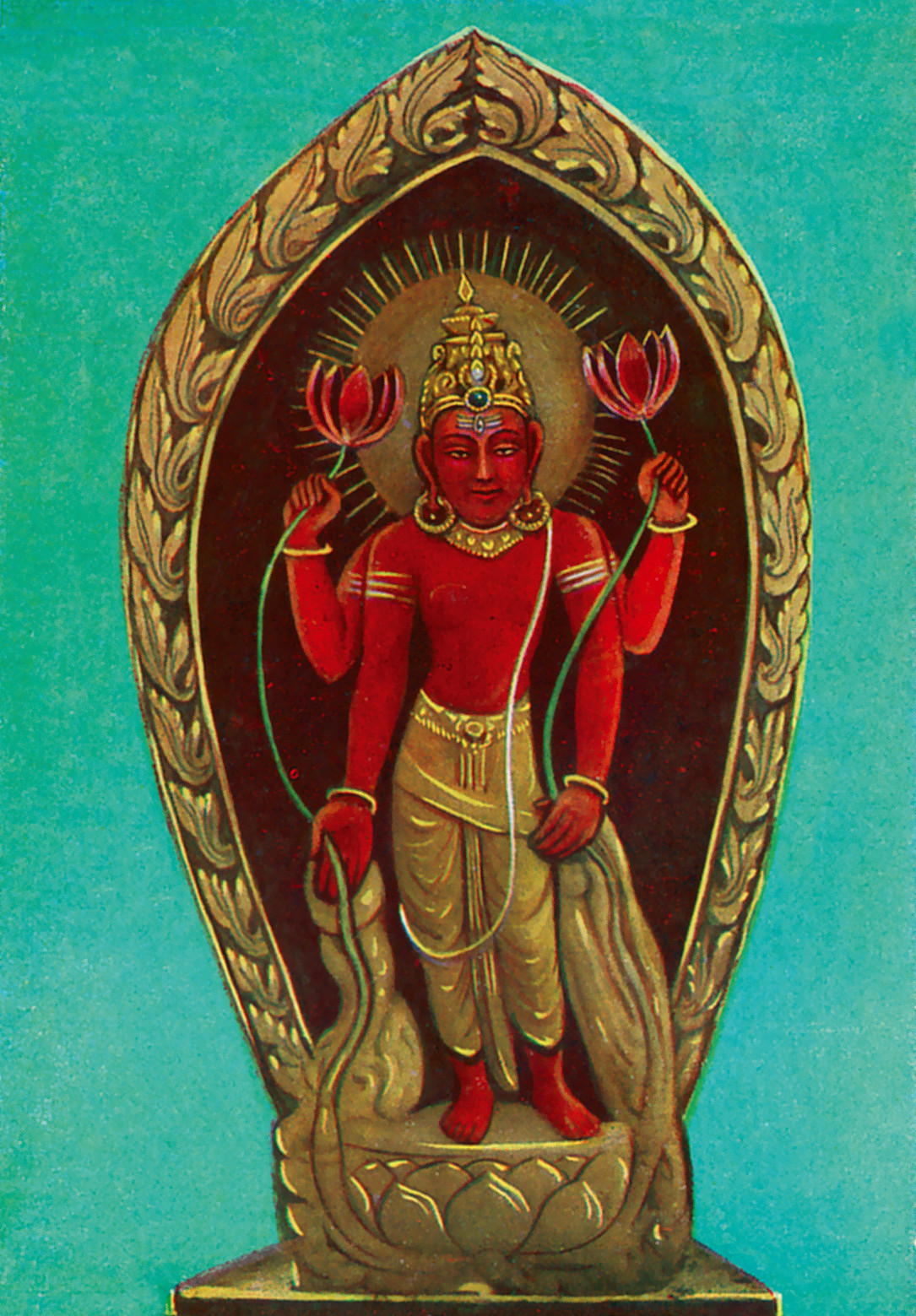
Махасіддха Матсьєндранатх

Матсьєндранатх (санскр. मत्स्येन्द्रनाथ, Matsyendranātha IAST, букв. «повелитель риби») або Мінанатх, Маччхєндранатх, Матсьєндра, Маччхіндра, Мінапа і так далі — один з 84 махасіддхів і 9 наванатхів, натха-йогін, засновник тантричної традиції йогіні-каула древній покровитель Непалу, втілення Авалокітешвари, учень Шиви-Адінатха і гуру Горакшанатха.

## Згадки у різних традиціях
В Індії Матсьєндранатха шанують дуже широко, понад усе — в пригімалайському регіоні і штаті Махараштра.
Про Матсьєндранатха згадується в текстах самих різних духовних традицій (окрім тієї, що була заснована ним самим, і натха-сампрадаі). Так, видатний представник кашмірського шиваїзму, філософ Абхінавагупта описує його в "Тантралоці" як Macchand-vibhu, тим самим ставлячи приблизно на те ж місце, що і Шиву. Згадується Матсьєндра і у "Мангалаштаці" Калідаси, в "Шакті-ратнакара-тантрі" (як Мінанатха), в "Шарара-тантрі" (знову як Мінанатха, одного з 24 капаликів),  у "Хатха-йога-прадіпіці" Сватмарами (як знавець хатха-йоги, від якого, разом з Горакшанатхом, про неї й дізнався Сватмарама). Святий Джнянадева, що жив в 13 ст., згадує Матсьєндранатха в числі учителів своєї парампари: їх список приведений в коментарі до Бхагават-Гіти, написаному Джнянадевою на мові маратхі ("Джнянешварі"): Адінатха, Матсьєндра, Горакша, Гахіні, Нівріттінанда (безпосередній гуру і старший брат Джнянадеви). Майже аналогічний список дає Бахінабаі — свята традиції варкарі, послідовниця поета-санта Тукарама, що також творила на маратхі.
У Непалі образ Матсьєндранатха став центральним образом значимого культу неварів долини Катманду — культу Червоного Маччхіндранатха Патана і околиць (божества рису і родючості, покровителя спочатку місцевій правлячій династії Малла, а згодом і королівської династії усієї країни — Шаху). В ході формування і розвитку цього культу Матсьєндранатх був ідентифікований з древнім сільськогосподарським божеством (андрогінним Бунга-део), а до 18 століття (завдяки діяльності касти кусле, або джйоги (йоги)) — і з Авалокітешварою Падмапані, неварами, що шанувлися, — буддистами ваджраяни, і з тантричним божеством Карунамайя.
За однією з версій тибетської традиції, Матсьєндранатх ототожнюється з махасіддхою Луіпою, по іншій — Мінапою.

## Деякі біографічні відомості
Встановити точну дату і місце народження Матсьєндранатха не представляється можливим, але є достатні підстави вважати, що, принаймні, велику частину свого життя він прожив на початку 10 ст., а з'явився на світ і досяг успіху в Чандрадвіпі (дельтовому районі Бенгалії), імовірно на о. Сандвіп. Більшість відомих легенд про Матсьєндру зв'язують його також з Камарупою. Прадавні з них, викладені в "Кауладжнянанірнаї", говорять про те, що Матсьєндранатх передавав в ній своє духовне вчення. Це цілком можливо, навіть якщо припустити, що "Камарупа" не алегорія, а відсилання до реально існуючого царства. Камарупа, що розташовувалася на території сучасних Ассаму, Північній Бенгалії і частково Бангладеша, в 10 ст. була великим центром містицизму..

## Легенди
Перекази про Матсьєндранатха, як правило, обіграють наступні чотири сюжети:
- отримання йогічного знання від Шиви [15] (той передавав його Парваті, а Матсьєндра, що знаходився поруч в череві риби, мимоволі підслуховував їх);
- надбання ідеального учня — Горакшанатха;
- порятунок Непалу від викликаної Горакшанатхом 12-річної посухи[16];
- визволяння Матсьєндранатха Горакшанатхом з Царства жінок[17].

## Тексти
Матсьєндранатху приписується авторство наступних текстів : "Акулавіра-тантра", "Йогавішая", "Кауладжнянанірная", "Кулананда-тантра". Оригінали були виявлені професором П.С. Бахгчі в Дарбарскій бібліотеці столиці Непалу Катманду.
"Кауладжнянанірная" і "Кулананда-тантра" описують різні практики, пов'язані з проявленим світом (кулою), а "Джняна-каріка" і "Акулавіра-тантра" — природу позамежної реальності (акули).

### «Акулавіра-тантра»
Поняття акулавіра переводиться як «воїн позамежного» і означає єдину реальність, що інтегрує в себе кулу (повноту) і акулу (порожнечу), що є одночасно подвійною (двайта) і неподвійною (адвайта). Досягнення цієї реальності відбувається шляхом сахаджі і перебування у властивому з самого початку у кожній людині трансцендентному стані. За допомогою використання літературного прийому заперечення в рукописі розкривається сама суть раджа-йоги і описується "метод без методу", як найбільш прямий шлях до стану звільнення.

### «Джняна-каріка»
Текст складається з трьох глав і за змістом нагадує "Акулавіра-тантру". У першій і другій главах говориться про те, що той, хто йде шляхом до звільнення не повинен орієнтуватися тільки на праведність, борг або релігійність, дхарму, протиставлену адхармі, неправедності. Необхідно ж прагнути до підтримки вільного від двоїстості чистого стану чітти, розуму. ака свідомість називається нірвікальпа і описується як безякісне, вільне від коливань і занепокоєнь і від впливу трьох гун, позбавлене опори на теорії і умонастрою, вікальпи.
У третій главі даються правила поведінки для практикуючого йогу і розкривається метафізичний сенс деяких рекомендацій. Наприклад, спокій свідомості слід розглядати, як беріг річки, подібний до місяця. Тоді як динамічне буття, шакті, подібне до річки або ж Сонця. Ці аналогії виходять з традиційного для йоги натхів уявлення про те, що, коли Сонце поглинає місяць, то людина йде до смерті, тобто проявляється руйнівний вплив нестійкого розуму. Але, водночас, Сонце може бути і опорою для місяця, як вода для корабля. Також детально роз'яснений зв'язок дихання практикуючого з Прана|праною]] і різними енергіями і необхідність самоти для практикуючого.

### «Кулананда-тантра»
Текст написаний у формі діалогу Бхайрави (одна з форм бога Шиви) з богинею Умою про різні практики йоги і тантри. Опис практик дається за допомогою різних символів, кожен з яких вимагає розшифрування посвяченими учителями традиції.Такий стиль викладу вважався секретним, таким що захищав знання від випадкових людей. Однією з практик є споглядання чорного нектару всередині голови і наповнення їм усього тіла. Це веде, згідно Кулананда-тантрі, до омолоджування людини або навіть до її безсмертя. Також наводиться опис споглядання світла розміром з "один палець", світла, що знаходиться в серці і здатного вмістити усі об'єкти.
У тексті також можна зустріти опис різних чакр, який має свої особливості, властиві каулічній традиції,такі, як перенесення янтр (форм божеств) всередину тіла. Приведена в тексті практика роботи з біджа-мантрами, Маліні, характерна для тантричної традиції. Гласні і приголосні букви санскритського алфавіту, що символізують тридцять шість таттв, повинні чергуватися певним чином, що відповідає гірлянді букв, варна-малі, яку носить на своїй шиї Богиня. Таким чином досягається з'єднання Шиви і Шакті, які символізують у даному випадку свідомість та енергію. Перераховані й інші практики, такі як ведхана — проникнення тонкої трансцендентної свідомості в чакри, дхунана, кхечарі і кампана, а також самараса, як з'єднання усіх вібрацій.

## Деякі храми, присвячені Матсьєндранатху
- Самадхі Матсьєндранатха в Удджайні (Індія)[28];
- Храм Білого Мачхіндранатха в Катманду;
- Храм Червоного Мачхіндранатха (неп. (रातो) मछिन्द्रनाथ, (Rāto) Macchindranāth IAST) у Бунгаматі (Непал)[29];
- Храм Червоного Мачхіндранатха в Патані (Непал)[30].